# Stefania Wilczyńska
Stefania Wilczyńska, född 26 maj 1886 i Warszawa, död 6 augusti 1942 i Treblinka, var en polsk lärare och en av Janusz Korczaks medarbetare. Tillsammans med Korczak grundade hon Dom Sierot, ”De föräldralösas hus”, ett hem för judiska barn i Warszawa som drevs av den judiska föreningen ”Hjälp till föräldralösa”.
I början av augusti 1942 deporterades barnhemmets omkring 200 barn till förintelselägret Treblinka. Korczak och Wilczyńska följde med sina skyddslingar i döden.